# Републикански път III-867
Републикански път IIІ-867 е третокласен път, част от Републиканската пътна мрежа на България, преминаващ по територията на Смолянска и Кърджалийска област. Дължината му е 68,4 km.
Пътят се отклонява наляво при 125,6 km на Републикански път II-86 в село Средногорци, веднага пресича река Арда и по долината на десния ѝ приток Маданска река достига до град Мадан. Оттук пътят продължава в югоизточна посока, преодолява седловината Печинско (1060 м н.в.), преминава през село Цацаровци и се спуска в дълбоката долина на река Върбица, като по нея достига центъра на град Златоград. След града Републикански път IIІ-867 продължава в източна посока покрай левия бряг на реката, навлиза в Кърджалийска област и преминава през селата Пресека, Добромирци, Бенковски и Дрянова глава. След последното село временно се отклонява от долината на Върбица, заобикаля нисък рид, югозападно от село Фотиново пресича реката, минава през село Крилатица и достига Кирковското долинно разширение северно от село Кирково. Оттук пътят се изкачва на билото на едно от северните разклонения на рида Гюмюрджински снежник, минава през селата Домище и Шопци, пресича Чорбаджийска река (десен приток на Върбица) и в югоизточната част на село Подкова се свързва със старото трасе на Републикански път I-5 при неговия 378,2 km.
По протежението на Републикански път IIІ-867 от него наляво и надясно се отделят два третокласни пътя от Републиканската пътна мрежа с четирицифрени номера:
- при 43,3 km, източно от село Пресека — наляво Републикански път III-8673 (10,9 km) през село Генерал Гешево до село Устрен при 7 km на Републикански път III-5084
- при 60 km, северно от село Кирково — надясно Републикански път III-8672 (2 km) до село Кирково.

| Пътища, отклоняващи се надясно (населено място, № на пътя, посока на пътя) | km   | Пътища, отклоняващи се наляво (посока на пътя, № на пътя, населено място) |
| -------------------------------------------------------------------------- | ---- | ------------------------------------------------------------------------- |
| Община Мадан, Област Смолян II-86, 125,6 km, с. Средногорци ←              | 0,0  | ← с. Средногорци, 125,6 km, II-86, Област Смолян, Община Мадан            |
| (за с. Ловци) общински път ←                                               | 3    |                                                                           |
| (за селата Мъглища и Шаренка) общински път, гр. Мадан ←                    | 5,4  | гр. Мадан                                                                 |
| гр. Мадан                                                                  | 6,4  | → гр. Мадан, общински път (за с. Равно нивище)                            |
| Община Златоград, (за с. Страшимир) общински път ←                         | 13,8 | → общински път (за с. Буково), Община Златоград                           |
| с. Цацаровци                                                               | 15,9 | с. Цацаровци                                                              |
| (за с. Фабрика) общински път ←                                             | 17,3 |                                                                           |
| (за с. Ерма река) общински път ←                                           | 21,4 |                                                                           |
|                                                                            | 24,9 | ← 26,2 km, III-8652 (от 25,3 km на III-865)                               |
| (за с. Аламовци и ГКПП Златоград - Термес) общински път, гр. Златоград ←   | 30   | гр. Златоград                                                             |
| Община Кирково, Област Кърджали                                            | 39   | Област Кърджали, Община Кирково                                           |
|                                                                            | 40   | → общински път (за с. Долен)                                              |
| с. Пресека                                                                 | 41,4 | с. Пресека                                                                |
|                                                                            | 43,3 | → 0 km, IIІ-8673 (до с. Устрен)                                           |
| с. Добромирци                                                              | 44,4 | → с. Добромирци, общински път (за с. Здравчец)                            |
|                                                                            | 46,3 | → общински път (за с. Дедец)                                              |
| (за с. Могиляне) общински път, с. Бенковски ←                              | 47,4 | → с. Бенковски, общински път (за с. Загорски)                             |
| с. Бенковски                                                               | 48   | → с. Бенковски, общински път (за с. Мъглене)                              |
|                                                                            | 50   | → общински път (за с. Растник)                                            |
|                                                                            | 50,4 | → общински път (за с. Янино)                                              |
| (за с. Еровете) общински път ←                                             | 51,1 | → общински път (за с. Медевци)                                            |
| с. Дрянова глава                                                           | 52,4 | с. Дрянова глава                                                          |
|                                                                            | 56,3 | ← 38,3 km, III-508 (от 352,2 km на I-5)                                   |
| с. Крилатица                                                               | 58,3 | с. Крилатица                                                              |
| (до с. Кирково) III-8672, 0 km ←                                           | 60,0 |                                                                           |
| (от гр. Русе) I-5, 381,4 km ←                                              | 60,2 | ← 381,4 km, I-5 (до ГКПП Маказа - Нимфея)                                 |
| с. Домище                                                                  | 62,7 | с. Домище                                                                 |
|                                                                            | 64,5 | → общински път (за с. Първица)                                            |
| с. Шопци                                                                   | 65,8 | с. Шопци                                                                  |
|                                                                            | 67,6 | → общински път (за с. Островец)                                           |
| старото трасе на I-5, 378,2 km, с. Подкова ←                               | 68,4 | ← с. Подкова, 378,2 km, старото трасе на I-5                              |